# Шильман Йоахим (Ноха) Львович
Шильман Йоахим (Ноха) Львович (1892 - 1 листопада 1918, Чернігів) – організатор антидержавних виступів в Чернігові у жовтні 1918 р.
Навчався в Олександрівському сільськогосподарському інституті. У 1916 р. мобілізований до Російської імператорської армії.
У 1917 р. закінчив Київське воєнне училище, отримав звання прапорщика і потрапив на Румунський фронт.
Приєднався до більшовиків.
Восени 1918 року у Чернігові створив «воєнно-революційний комітет». 31 жовтня правоохоронні органи виявили у Нохи Шильмана цілий арсенал зброї, листівки та інші матеріали, що вказували на ведення ним антидержавної роботи. 
Був заарештований разом з Мойсеєм Муринсоном. Під час конвоювання, вони кинули врозстіч. Варта пострілами вбила Муринсона та поранила Шильмана. Однак останній помер у лікарні.
Після встановлення радянської влади їх обох було поховано на єврейському кладовищі. У 1960-х рр. на могилі був встановлений пам’ятник у вигляді обеліска з написом:
«Здесь похоронены Черниговские большевики и борцы за Советскую власть М.С. Муринсон Н.С. Шильман Погибшие от рук Гетьманцев 1-го ноября 1918 г. Героям, павшим за власть Советов».